# فريد ألكسندر
فريد ألكسندر (بالإنجليزية: Fred Alexander)‏ مواليد 14 أغسطس 1880 في الولايات المتحدة - الوفاة 3 مارس 1969 في بيفرلي هيلز، كان لاعب كرة مضرب أمريكي بدأ مسيرته كمحترف سنة 1899 وكان يلعب باليد اليمنى، اعتزل اللعب في 1920. كما أنه أحد أبطال الجراند سلام. أعلى تصنيف له في الفردي كان المركز الـ 7 في سنة 1909.

## النهائيات

### اللقب (1)
| السنة | البطولة | المنافس      | النتيجة                 |
| 1908  | 1908    | ألفريد دنلوب | 3–6, 3–6, 6–0, 6–2, 6–3 |

## روابط خارجية
- فريد ألكسندر على موقع رابطة محترفي التنس (الإنجليزية)
- فريد ألكسندر على موقع الاتحاد الدولي لكرة المضرب (الإنجليزية)
- فريد ألكسندر على موقع كأس ديفيز (الإنجليزية)
- فريد ألكسندر على موقع قاعة مشاهير كرة المضرب الدولية (الإنجليزية)
- فريد ألكسندر على موقع خلاصة التنس.كوم (الإنجليزية)